# Portland Trail Blazers 2012-2013
La stagione 2012-13 dei Portland Trail Blazers fu la 43ª nella NBA per la franchigia.
I Portland Trail Blazers arrivarono quarti nella Northwest Division della Western Conference con un record di 33-49, non qualificandosi per i play-off.

## Roster
| N° | Naz.                   | Ruolo | Sportivo            | Anno | Alt. | Peso |
| -- | ---------------------- | ----- | ------------------- | ---- | ---- | ---- |
| 0  | Stati Uniti (bandiera) | G     | Damian Lillard      | 1990 | 191  | 88   |
| 1  | Stati Uniti (bandiera) | A     | Jared Jeffries      | 1981 | 211  | 104  |
| 2  | Stati Uniti (bandiera) | G     | Wesley Matthews     | 1986 | 196  | 100  |
| 3  | Serbia (bandiera)      | G     | Aleksandar Pavlović | 1983 | 203  | 100  |
| 4  | Stati Uniti (bandiera) | G     | Nolan Smith         | 1988 | 188  | 84   |
| 5  | Stati Uniti (bandiera) | G     | Will Barton         | 1991 | 198  | 79   |
| 6  | Stati Uniti (bandiera) | G     | Eric Maynor         | 1987 | 191  | 79   |
| 8  | Stati Uniti (bandiera) | A     | Luke Babbitt        | 1989 | 206  | 102  |
| 11 | Stati Uniti (bandiera) | C     | Meyers Leonard      | 1992 | 216  | 111  |
| 12 | Stati Uniti (bandiera) | A     | LaMarcus Aldridge   | 1985 | 211  | 109  |
| 18 | Spagna (bandiera)      | A     | Víctor Claver       | 1988 | 206  | 102  |
| 19 | Regno Unito (bandiera) | A     | Joel Freeland       | 1985 | 208  | 113  |
| 21 | Stati Uniti (bandiera) | A     | J.J. Hickson        | 1988 | 206  | 110  |
| 24 | Stati Uniti (bandiera) | G     | Ronnie Price        | 1983 | 188  | 86   |
| 88 | Francia (bandiera)     | A     | Nicolas Batum       | 1988 | 203  | 91   |

## Staff tecnico
- Allenatore: Terry Stotts
- Vice-allenatori: Kaleb Canales, Jay Triano, David Vanterpool, Kim Hughes, Dale Osbourne
- Preparatore fisico: Bob Medina
- Preparatore atletico: Jay Jensen
- Assistente preparatore: Geoff Clark